# Haslev Station
Haslev Station er en af de oprindelige stationer fra anlægget af Sjællandske Sydbane (fra 1924 Lille Syd) i 1870. Stationsbygning blev opført i samme stil som Tureby og Lundby stationer. Stationsbygningen er blevet udvidet flere gange, første gang med en forlængelse mod syd  i 1883-1887; i de år opførtes også varehuset (nedrevet 2002) overfor stationsbygningen. I 1910 skete en større ombygning, hvor første sal og tagetagen udvidedes mod syd. Der opførtes mod syd desuden et selvstændigt hus til det nye sikringsanlæg. Endelig i 1945-50 fik bygningen endnu en ombygning og stort set det udseende, den har i dag. Her tilføjedes også karnappen på perronen.
Sidesporene lå overfor stationsbygningen (på nordsiden af hovedsporene) – dog med et sidespor fra spor 1 til posthuset. I dag er kun de to togvejsspor tilbage.
Stationen blev anlagt ca. 1 km nord for landsbyen Haslev. Forbindelsen mellem landsbyen og stationen etableredes som Jernbanegade, der i dag er byens handelsgade.

## Antal rejsende
Ifølge Østtællingen 2008 var udviklingen i antallet af dagligt afrejsende:
| År   | Antal |
| ---- | ----- |
| 2003 | 1.070 |
| 2004 | 1.291 |
| 2005 | 910   |
| 2006 | 1.137 |
| 2007 | 744   |
| 2008 | 825   |